# ナウファス
ナウファス（NOWPHAS）とは全国港湾海洋波浪情報網（Nationwide Ocean Wave information network for Ports and HArbourS） の略称。日本沿岸の波の情報を各地に設置された観測機器からリアルタイムで情報を収集し、国土交通省、内閣府、港湾空港技術研究所が協力してインターネットなどに波浪情報として開示するとともに、日本沿岸の波浪観測データを蓄積する機関。

## 概略
全国港湾海洋波浪情報網は、国土交通省港湾局、各地方整備局、北海道開発局、沖縄総合事務局、国土技術政策総合研究所および独立行政法人港湾空港技術研究所の相互協力のもとに施設の構築や運営が行われている、沿岸部の波浪情報網。2003年12月現在において、54観測地点（波高・周期54地点、波向42地点）で観測された全国沿岸の波浪情報（有義波実況・周期帯波浪実況・潮位実況・毎分沖平均水面）は、リアルタイムで港湾空港技術研究所に収集されているが、各地の観測所は波浪の影響で機器の損傷などで欠測地点がある。
ナウファス波浪観測情報は、気象庁による波浪予報の為のデータに活用されている、また、蓄積された長期間のデータを統計解析することで、学術、防災、沿岸整備や開発、利用の基礎データとして活用されている。